# Enrique Gabriel Meza
Enrique Gabriel Meza, né le 28 novembre 1985 à Villa Elisa, est un footballeur international paraguayen. Il évolue au poste de défenseur.

## Biographie

### En club
Il débute dans le foot paraguayen en 2002, à l'âge de 16 ans avec le Club Soleil de l'Amérique. Ensuite, il rejoint le club de Club Nacional du Paraguay, pour ensuite rejoindre la Juventud en Uruguay. Il donne ensuite son accord avec le club de foot français, Dijon en 2009, mais il quitte le club dans la foulée.
En 2009, il arrive en prêt au Club Olympie au Paraguay. En 2010, il joue l'intégralité des matchs du Tournoi d'Ouverture (22 matchs), et une grande partie du Tournoi de Clôture (18 matchs). En 2011, après être resté avec le vice-champion du foot paraguayen, l'établissement franjeada décide de renouveler le lien avec le joueur en raison de ses bonnes actions.
Il remporte le tournoi de clôture en 2011, et il atteint aussi la finale de la Coupe Libertadores 2013 avec le Club Olimpia.

### En sélection
Il fait partie de la sélection nationale paraguayenne avec les moins de 15 ans et les moins de 20 ans. Il dispute notamment la Coupe du monde des moins de 20 ans 2003 organisée aux Émirats arabes unis. Lors du mondial junior, il ne joue qu'une seule rencontre, le huitième de finale perdue face à l'Espagne.
Il reçoit deux sélections en équipe du Paraguay. Il joue son premier match le 6 février 2008, en amical contre le Honduras. Son dernier match a lieu le 15 février 2012, en amical contre le Chili.

## Statistiques
| Club                   | Pays      | Année          | Matchs | Buts |
| ---------------------- | --------- | -------------- | ------ | ---- |
| Club Sol de América    | Paraguay  | 2002 - 2007    |        |      |
| Club Nacional          | Paraguay  | 2007 - 2008    | 60     | 4    |
| Club Atlético Juventud | Uruguay   | 2008           | 12     | 2    |
| Dijon FCO              | France    | 2009           | 0      | 0    |
| Club Olimpia           | Paraguay  | 2009 - 2013    | 130    | 1    |
| Chapecoense            | Brésil    | 2014           | 4      | 0    |
| Sport Recife           | Brésil    | 2014 - 2015    | 1      | 0    |
| Sportivo Luqueño       | Paraguay  | 2015           | 38     | 3    |
| Atlético Tucuman       | Argentine | 2016 - 2017    | 17     | 0    |
| Club Guaraní           | Paraguay  | 2017           | 8      | 1    |
| Sportif Santaní        | Paraguay  | 2018           | 13     | 1    |
| San Lorenzo            | Paraguay  | 2018 - 2019    | -      | -    |
| Sportif Recoleta       | Paraguay  | 2020 - Présent | -      | -    |

## Palmarès

### Championnats régionaux
| Titre                    | Club         | Lieu      | Année |
| ------------------------ | ------------ | --------- | ----- |
| Coupe du Nordeste        | Sport Recife | Fortaleza | 2014  |
| Championnat Pernambucano | Sport Recife | Recife    | 2014  |

### Championnats nationaux
| Titre           | Club    | Lieu     | Année |
| --------------- | ------- | -------- | ----- |
| Tournoi Clôture | Olimpia | Asunción | 2011  |